# Федерация труда (Новая Зеландия)
Федерация труда Новой Зеландии (англ. The New Zealand Federation of Labour), также известная как «Красная федерация» — новозеландская синдикалистская профсоюзная организация, основанная в 1908 году как Федерация шахтёров (New Zealand Federation of Miners). Организация появилась после стачки горняков в Греймуте в 1908 году. Изначально целью федерации была борьба с законом «о производственном примирении и арбитраже». В 1909 году эта анархо-синдикалистская федерация была переименована. Сыграла ключевую роль в крупнейшей в истории страны забастовке с октября 1913 по январь 1914 года, после подавления которой деятельность Федерации сошла на нет. Некоторые из её руководителей приняли участие в создании Лейбористской партии Новой Зеландии в 1916 году.

## Образование организации
Прибывший в Новую Зеландию из США шахтёр Пат Хики вместе с Бобом Семплом и Педди Уэббом в 1906 году создают отделения Социалистической партии на побережье страны. В 1908 они принимают участие в забастовке в Греймуте. В ходе стачки рабочим удалось победить предпринимателей. В том же году эти лица, воспользовавшись ростом рабочего движения в этом регионе, создают Новозеландскую федерацию шахтёров. На конференции в Веллингтоне в 1909 было принято решение включить в состав Федерации портовых и транспортных рабочих. С 1911 года печатным органом федерации стла газета «Маориленд Уоркер», основанная Союзом стригалей.
В 1912 году была принята программа «Красной федерации». Программа этой организации была целиком заимствована у американской профсоюзной организации «Индустриальные рабочие мира». В этой программе были отражены анархо-синдикалистские взгляды.
Однако позиция новозеландских анархо-синдикалистов по вопросу о политической борьбе рабочего класса была противоречивой. На словах лидеры федерации отрицали значение политической борьбы рабочего класса и парламентаризм. При создании Федерации труда Хики заявил, что, несмотря на поддержку идеи новозеландской рабочей политической партии, он и его товарищи относились к парламентской борьбе этой партии с подозрением. На деле же лидеры организации участвовали в выборах. Так, Тим Армстронг, один из вождей федерации, избирался в парламент Новой Зеландии в 1908 и 1911 годах. Сам Хики избирался в 1911 году.

## Объединительный конгресс
В январе 1913 года в Веллингтоне была созвана конференция для выработки «основ объединения» новозеландского рабочего движения. На конференции было принято решении о создании Объединительного конгресса, в которой вошла «Красная федерация», Совет профсоюзов, Социалистическая партия и объединённая лейбористская партия. Было решено создать две новые рабочие организации: Социал-демократическую партию как политическую организацию и Объединённую федерацию труда как экономическую.

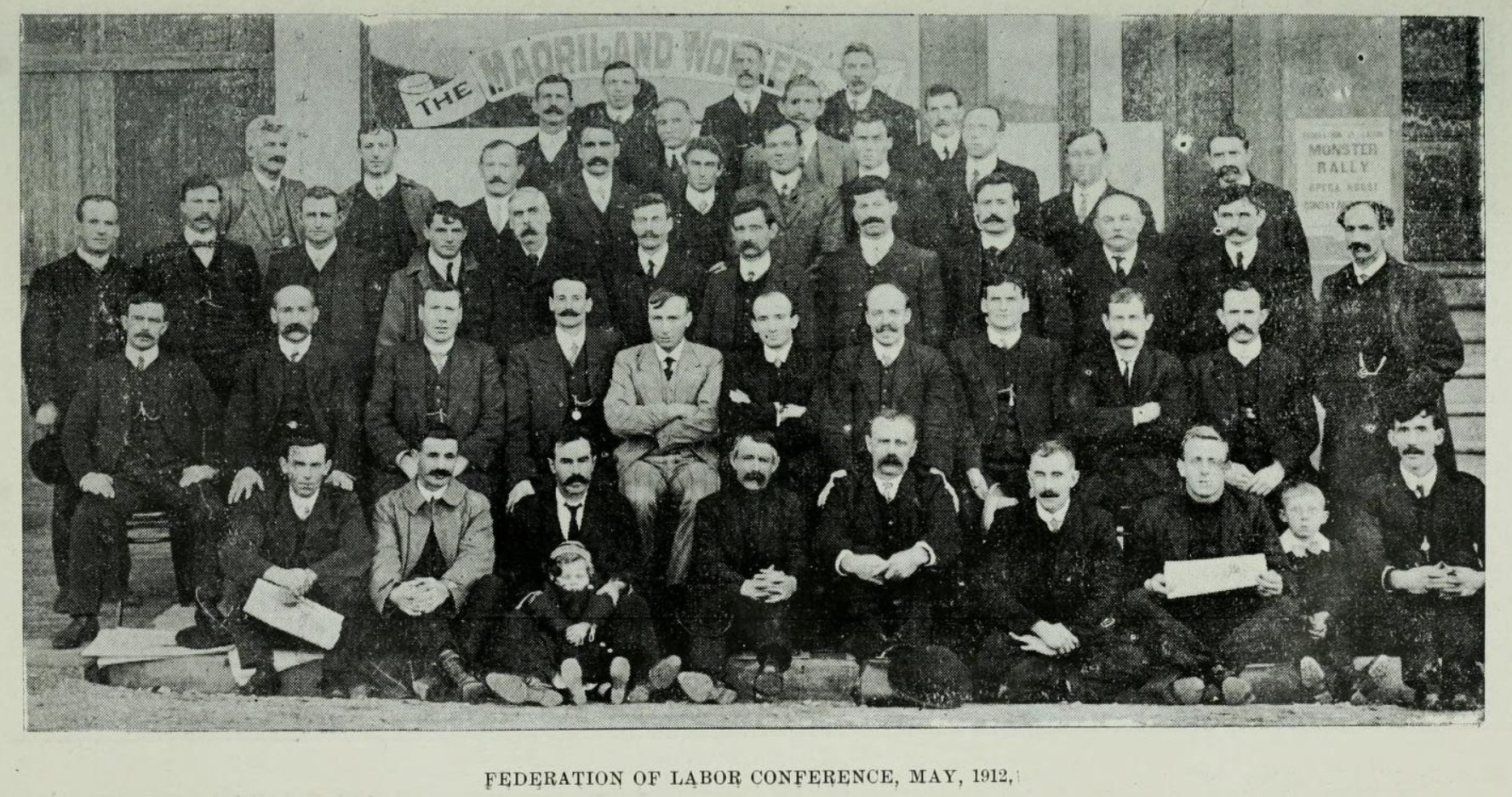
Делегаты конференции Федерации труда, прошедшей в мае 1912 года

Объединённый конгресс начал свою работу 2 июля 1913 года. Конгресс подтвердил образование двух новых организаций. Однако под влиянием правых оппортунистов конгресс принял решение об исключении из программы Объединённой федерации труда преамбулы, в котором говорилось, что интересы рабочего класса в корне противоположны интересам буржуазии, что пролетариат должен стать хозяином средств производства. Однако конгресс сохранил признание стачки как формы борьбы пролетариата.

## Разгром организации
В октябре 1913 года началась «великая» стачка портовых рабочих Веллингтона. Вскоре к забастовке присоединились шахтёры. К концу октября забастовали портовые рабочие Окленда, Литтелтона и Данидина. 10 ноября 1913 года Объединённая федерация труда призвала своих членов к всеобщей стачке, однако забастовало лишь 16 тыс. из 72 тыс. членов федерации. Объединённое общество железнодорожных служащих и Союз моряков стачку не поддержали. 20 декабря Объединённая федерация заявила о прекращении забастовки. Однако шахтёры некоторое время не возвращались к работе.
Реакционное правительство Новой Зеландии жестоко подавила забастовку, использовав войска, предателей-штрейкбрехеров. Поражение забастовки и ряд репрессивных мер свели на нет деятельность Объединённой федерации труда.